# Noche de sexo
"Noche de Sexo" es una canción de Wisin & Yandel, en colaboración con Romeo Santos de Aventura. El sencillo alcanzó el puesto 17 en el Billboard Hot Latin Tracks Year-End Chart de 2005. Esta fue la primera colaboración entre los dos grupos. La canción fue nominada a Hot Latin Songs of the Year por dúo vocal o colaboración en el Latin Billboard Music Awards 2005 perdiendo contra "La Tortura" de Shakira y Alejandro Sanz.

## Listas

### Listas semanales
| Lista (2006)                   | Máxima posición |
| ------------------------------ | --------------- |
| Bubbling Under Hot 100 Singles | 11              |
| Hot Latin Songs                | 4               |
| Tropical Airplay               | 10              |

### Lista de fin de año
| Lista (2006)                | Posición |
| --------------------------- | -------- |
| Hot Latin Songs (Billboard) | 19       |